# Franz Grau

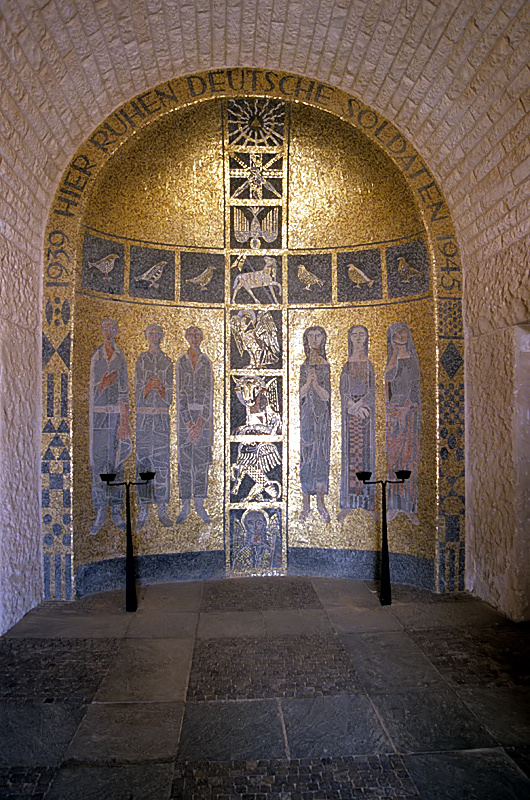
Goldmosaik in der Eingangshalle der Kriegsgräberstätte in El Alamein (1955)

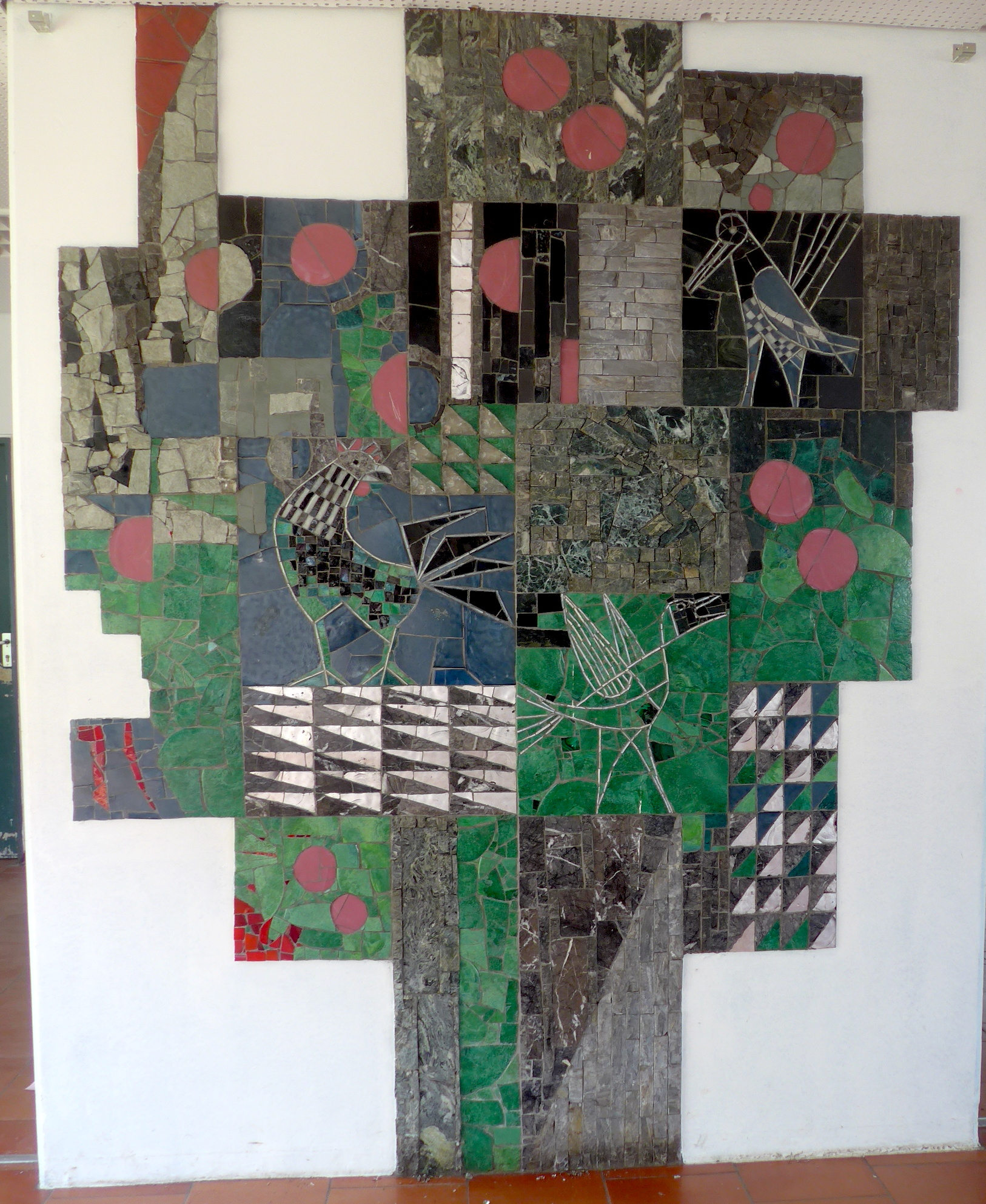
München, Eduard Spranger Schule Mosaik I, 1969

 Franz Grau  (* 6. Dezember 1910 in München; † 28. Februar 1992 ebenda) war ein deutscher Maler und Zeichner. Er gestaltete unter anderem auch Glasfenster, Mosaiken und Fresken.

## Leben
Grau begann seine künstlerische Ausbildung 1938 an der Akademie für angewandte Kunst in München. Anschließend studierte er an der Akademie der Bildenden Künste und war zunächst in der Meisterklasse von Franz Klemmer, dann bis 1949 Meisterschüler bei Franz Nagel.
1955 gestaltete er das Goldmosaik in der Eingangshalle der Kriegsgräberstätte in El Alamein / Ägypten. Aufträge in Belgien, Frankreich, Italien und Jugoslawien schlossen sich an. Sgraffitos und Mosaiken schuf er für Schulen und Behörden in München, für Kirchen Kreuzwege und ein Fresko.
Als Mitglied der Neuen Münchner Künstlergenossenschaft war er jährlich in der Großen Kunstausstellung im Haus der Kunst vertreten.

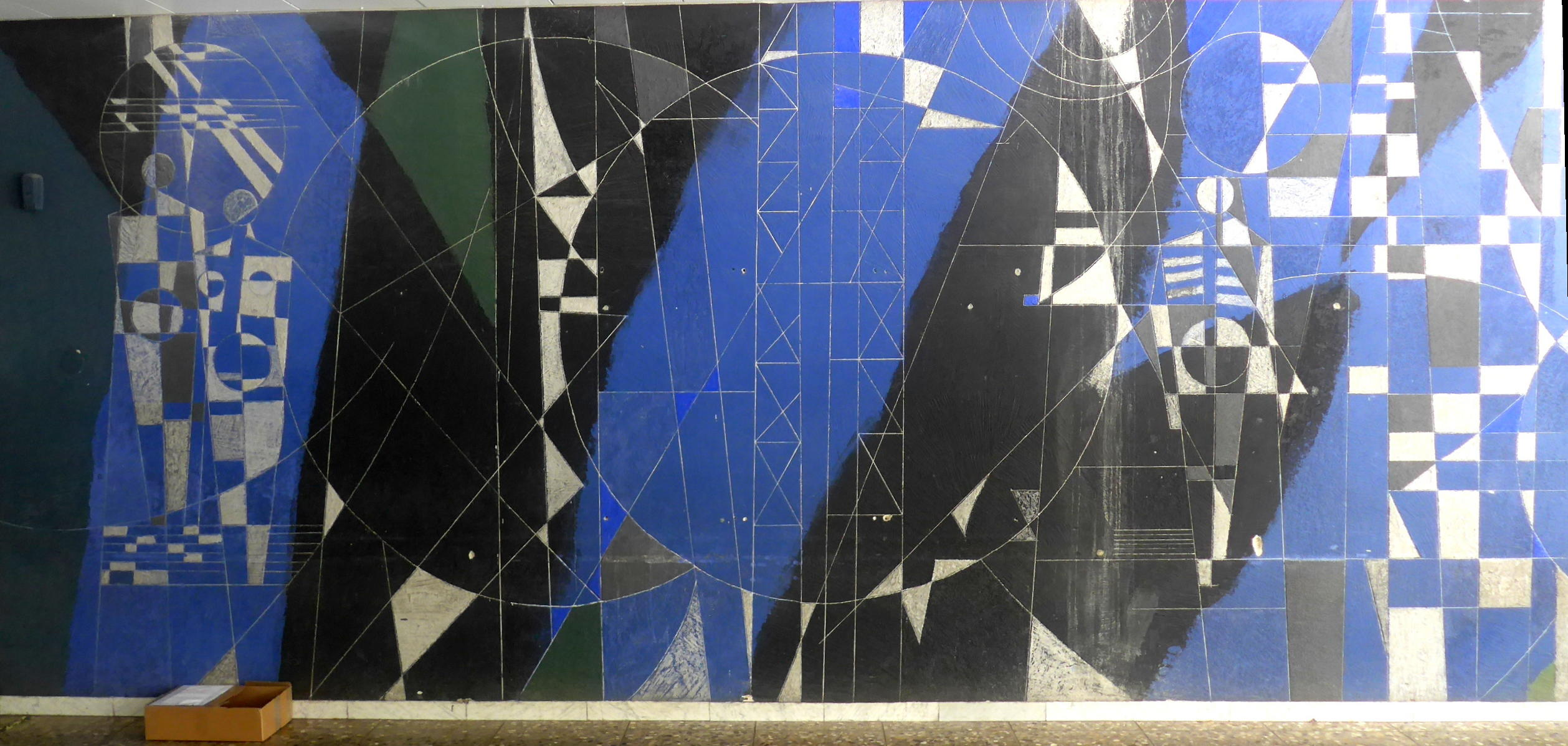
München, Thomas-Mann-Gymnasium, Sgraffito "Mensch und Kosmos", 1965

Er schuf Rötelzeichnungen, Bilder in Ölpastell, in der Spätphase Leuchtfarbenbilder, aber ebenso Tafelbilder. In vielen Variationen setzte er sich dabei u. a. mit ‚Venedig‘, Szenen aus dem Neuen Testament und vor allem dem Thema ‚Mensch und Kosmos‘ auseinander. Sein Konzept lautete: „Vorrangig ist der Rhythmus der Farben und Linien innerhalb einer strengen Komposition. Die kristallinische Durchdringung der Form, einschließlich der sie umgebenden Atmosphäre, wird in eine magische Realität gebracht, gleichsam eine Fuge in musikalischem Sinn. Der Eindruck des Gesehenen wird in eine architektonische Ordnung mit einbezogen, wie auch nach vielen vorhergegangenen Wegen eine Mathematik der Malerei erfahren wurde. Schließlich wird aus den ursprünglichen Eindrücken und Gedankengängen eine zusammenfassende Form gefunden“.

## Werke (Auswahl)
- 1955: El Alamein / Ägypten: Mosaiken, Apsis in der Eingangshalle des Friedhofes
- 1956: Hooglede / Belgien: Mosaik Thronender Christus
- 1958: Lommel / Belgien: Mosaik-Ausstattung der Krypta; Christus mit 8 Darstellungen aus der Leidensgeschichte
- 1958: Orglandes / Frankreich: Christus als Erlöser
- 1958: Pordoi / Italien: Decke des Ehrenfriedhofes
- 1958: Hepberg, Pfarrkirche St. Oswald: Kreuzweg in Caseintempera
- 1958: Wallerstein, kath. Kirche St. Alban: Kreuzweg auf Goldgrund
- 1958: Nächtliches Venedig, Öl auf Leinwand, 98,5 × 138,5 cm, 1959 Große Kunstausstellung (Haus der Kunst) und Ankauf Bayerische Staatsgemäldesammlungen/Pinakothek der Moderne[2]
- 1959: Marigny / Frankreich: Pietà
- 1959: Menen / Belgien: Ausstattung des Oktogens mit 28 Symbolen
- 1959: München, Waldfriedhof Solln: Mosaik, Grabmal für den Künstler Wilhelm Pütz
- 1959: München, St. Korbinian: Kreuzweg auf Goldgrund
- 1960: Recogne Bastogne / Frankreich: Relief, Zwei Figuren in Schiefer
- 1960: Andilly / Frankreich: 5 Glasfenster und Kreuz in Bronze
- 1961: Greding: Kreuzweg in Reliefschnitt
- 1962: Hofkirchen: Mosaik, Kuppel und Wände in der Ehrenhalle
- 1962: Mallersdorf: Mosaiken im Krankenhaus; 4 Wände; Schöpfung und Lobgesang des Hl. Franziskus
- 1963: Grünwald bei München: St. Peter und Paul, Kriegergedächtniskapelle, Fresko Altarbild Christus in der Verklärung am Kreuze
- 1964: Buxheim: Mosaik, Fassade des Salesianer-Gymnasiums
- 1965: München, Thomas-Mann-Gymnasium: Sgraffito Mensch und Kosmos
- 1966: Memmingen, Altenheim St. Ulrich: Kreuzweg: Reliefschnitt in Silber
- 1967: Bitola / Jugoslawien (h.: Makedonien): Deckengestaltung der Ehrenhalle des Friedhofes
- 1969: München, Deroystraße: Sgraffito und Gestaltung des Innenhofes des Finanzamtes München-Nord
- 1969: München, Eduard Spranger-Schule: Mosaiken
- 1972: Pomezia / Italien: Bronzerelief Hochkreuz

## Ausstellungen (Auswahl)
- 1980: Augsburg, Katholische Akademie
- 1984: Irschenhausen, Hollerhaus
- 1986: München, Ignaz-Günther-Haus
- 1990: Dachau, Rathaus
- 1992: Heidelberg, Krebsforschungszentrum
- 1998: Tutzing, Rathaus
- 1999: Karlsfeld, Kunstkreis
- 2000: München, Galerie der Bayerischen Staatsbank, „Rhythmus in Form und Farbe“
- 2006: Pöcking, Ausstellung Galerie Ammann (Beteiligung)
- 2010: München, Europäisches Patentamt. „La Forma e La Luce“ – Bilder von LeoNilde Carabba und Franz Grau
- 2011: München, galerie49